# Maria Haug
Maria Haug (* 15. März 1850 in Widdern; † 21. März 1931 in Stuttgart) war eine deutsche Schriftstellerin, die auch unter dem Pseudonym Maria Liebrecht publizierte.

## Leben
Ihr Vater Karl Ludwig Haug (1818–1880) war Pfarrer in Widdern, ihre Mutter war Christiane Auguste Gottliebin Zeller (1827–1903). Sie verbrachte ihre Jugend in Widdern in ländlicher Abgeschiedenheit und begann dort Beiträge in christlichen Zeitschriften zu veröffentlichen, wandte sich dann der Jugend- und Kinderliteratur zu und schrieb in späteren Jahren christliche Erbauungsliteratur. Sie lebte lange Zeit in Urach und zog 1896 nach Stuttgart, wo sie im Alter von 81 Jahren starb.

## Werke
- Jugendgabe. 4 Erzählungen. Jaeger & Kober, Basel 1882.[2]
- In Seilen der Liebe oder eine Geschichte vom Verlieren und Wiederfinden. Für jung und alt erzählt. Spittler, Basel 1886.
- Jugendgabe. Erzählungen für die Kinderwelt. 11 Hefte. Spittler, Basel 1886–1889.
- Von Sieg zu Sieg. Der heranwachssenden Jugend zu Nutz und Frommen. Spittler, Basel 1887.
- Hänschens Jugendjahre. Erzählung. Spittler, Basel 1889.
- Tabea, stehe auf! Eine Erzählung. Spittler, Basel 1890.
- Die Schuld der Witwe. Buchhandlung der evangelischen Gesellschaft, Stuttgart 1890.
- Das Röschen von Bärenthal. Erzählung. Buchhandlung der evangelischen Gesellschaft, Stuttgart 1892.
- Die Frau Oberst. Erzählung. Jaeger & Kober, Basel 1893.
- Ein schwäbisches Pfarrkind. Erinnerungen an Luise Pichler. Die Geschichte einer Quelle, von ihr selbst erzählt. Hirsch, Konstanz/Emmishofen 1893.
- Passions- und Osterblumen. Erzählungen aus des Christen Kreuzesschule. Jaeger & Kober, Basel 1893.
- Der wilde Tobias. Hirsch, Konstanz/Emmishofen 1894.
- Der rechte Vater über alles. Erzählungen. Hirsch, Konstanz 1896.
- In der Steinbachmühle. Eine Erzählung für die Kinderwelt. Jaeger & Kober, Basel 1896.
- Am Erlenbach. Erzählung. Hirsch, Konstanz 1897.
- Mein Joch ist sanft. Erzählung. Der Weg ist schmal. Nach Aufzeichnungen aus einer Familienchronik. Hirsch, Konstanz/Emmishofen 1897.
- Besser, denn viele Sperlinge. Erzählung. Hirsch, Konstanz 1897.
- Bet' und arbeit! Erzählung. Hirsch, Konstanz 1897.
- Meines Fußes Leuchte. Erzählungen. Buchhandlung der Evangelischen Gesellschaft, Stuttgart 1897.
- Seines Glückes Schmied. Eine Erzählung nach dem Leben. Jaeger & Kober, Basel 1897.
- Der Herr ist mein Hirte. Eine Gabe für Konfirmanden. 1909.
- Der rechte Vater über alles. Besser, denn viele Sperlinge. 2 Erzählungen. Hirsch, Konstanz 1913.
- Des Christkinds Boten. Des Vaters "Nein." Zwei Weihnachtsgeschichten. Hirsch, Konstanz 1914.
- Mit Herz und Hand fürs Vaterland. Verlag der Evangelischen Gesellschaft, Stuttgart 1915.
- Die Hauptmannskinder. Eine Erzählung. Quell-Verlag, Stuttgart 1921.
- Ein Flug in die Welt. Quell-Verlag, Stuttgart 1922.
- Am Erlenbach. Bet' und arbeit'! 2 Erzählungen. Hirsch, Konstanz 1924.
- Annemi und ihre Freunde. Quell-Verlag, Stuttgart 1926.
- Sternlein im Dunkeln. Erzählungen. Hirsch, Konstanz 1929.